# Primera División 1980/81
Die Primera División 1980/81 war die 50. Spielzeit der höchsten spanischen Fußballliga. Sie startete am 6. September 1980 und endete am 26. April 1981.
Real Sociedad wurde zum ersten Mal spanischer Meister.

## Vor der Saison
- Als Titelverteidiger ging der 20-fache Meister Real Madrid ins Rennen. Letztjähriger Vizemeister war Real Sociedad.
- Aufgestiegen aus der Segunda División waren Real Murcia, Real Valladolid und CA Osasuna.

## Vereine
| Verein            | Stadt         | Stadion                       |
| ----------------- | ------------- | ----------------------------- |
| AD Almería        | Almería       | Estadio Municipal Juan Rojas  |
| Hércules Alicante | Alicante      | Estadio José Rico Pérez       |
| FC Barcelona      | Barcelona     | Camp Nou                      |
| Español Barcelona | Barcelona     | Estadi Sarrià                 |
| Athletic Bilbao   | Bilbao        | Estadio San Mamés             |
| Sporting Gijón    | Gijón         | El Molinón                    |
| UD Las Palmas     | Las Palmas    | Estadio Insular               |
| Real Madrid       | Madrid        | Estadio Santiago Bernabéu     |
| Atlético Madrid   | Madrid        | Estadio Vicente Calderón      |
| Real Murcia       | Murcia        | La Condomina                  |
| CA Osasuna        | Pamplona      | Estadio El Sadar              |
| UD Salamanca      | Salamanca     | Estadio Helmántico            |
| Real Sociedad     | San Sebastián | Estadio de Atotxa             |
| Real Saragossa    | Saragossa     | La Romareda                   |
| Betis Sevilla     | Sevilla       | Estadio Benito Villamarín     |
| FC Sevilla        | Sevilla       | Estadio Ramón Sánchez Pizjuán |
| FC Valencia       | Valencia      | Estadio Luis Casanova         |
| Real Valladolid   | Valladolid    | Estadio José Zorrilla         |

## Abschlusstabelle
| Pl. | Verein              | Sp. | S  | U  | N  | Tore    | Diff. | Punkte |
| --- | ------------------- | --- | -- | -- | -- | ------- | ----- | ------ |
| 1.  | Real Sociedad       | 34  | 19 | 7  | 8  | 052:290 | +23   | 45:23  |
| 2.  | Real Madrid (M, P)  | 34  | 20 | 5  | 9  | 066:370 | +29   | 45:23  |
| 3.  | Atlético Madrid     | 34  | 16 | 10 | 8  | 046:390 | +7    | 42:26  |
| 4.  | FC Valencia         | 34  | 17 | 8  | 9  | 059:410 | +18   | 42:26  |
| 5.  | FC Barcelona        | 34  | 18 | 5  | 11 | 066:410 | +25   | 41:27  |
| 6.  | Betis Sevilla       | 34  | 17 | 6  | 11 | 055:380 | +17   | 40:28  |
| 7.  | Sporting Gijón      | 34  | 14 | 10 | 10 | 058:400 | +18   | 38:30  |
| 8.  | FC Sevilla          | 34  | 14 | 9  | 11 | 034:420 | −8    | 37:31  |
| 9.  | Athletic Bilbao     | 34  | 14 | 7  | 13 | 064:530 | +11   | 35:33  |
| 10. | Español Barcelona   | 34  | 14 | 6  | 14 | 037:420 | −5    | 34:34  |
| 11. | CA Osasuna (N)      | 34  | 12 | 8  | 14 | 035:460 | −11   | 32:36  |
| 12. | Real Valladolid (N) | 34  | 9  | 13 | 12 | 040:460 | −6    | 31:37  |
| 13. | Hércules Alicante   | 34  | 10 | 10 | 14 | 042:480 | −6    | 30:38  |
| 14. | Real Saragossa      | 34  | 9  | 11 | 14 | 031:440 | −13   | 29:39  |
| 15. | UD Las Palmas       | 34  | 12 | 4  | 18 | 047:610 | −14   | 28:40  |
| 16. | Real Murcia (N)     | 34  | 8  | 7  | 19 | 035:490 | −14   | 23:45  |
| 17. | UD Salamanca        | 34  | 7  | 7  | 20 | 032:670 | −35   | 21:47  |
| 18. | AD Almería          | 34  | 6  | 7  | 21 | 030:660 | −36   | 19:49  |

Platzierungskriterien: 1. Punkte – 2. Direkter Vergleich (Punkte, Tordifferenz, geschossene Tore) – 3. Tordifferenz – 4. geschossene Tore

| (M) | amtierender Meister              |
| (P) | amtierender Pokalsieger          |
| (N) | Neuaufsteiger der letzten Saison |

## Kreuztabelle
| 1980/81           | Real Sociedad | Real Madrid | Atlético Madrid | FC Valencia | FC Barcelona | Betis Sevilla | Sporting Gijón |     | Athletic Bilbao | Español Barcelona | CA Osasuna | Real Valladolid | Hércules Alicante | Real Saragossa | UD Las Palmas | Real Murcia | UD Salamanca | AD Almería |
| ----------------- | ------------- | ----------- | --------------- | ----------- | ------------ | ------------- | -------------- | --- | --------------- | ----------------- | ---------- | --------------- | ----------------- | -------------- | ------------- | ----------- | ------------ | ---------- |
| Real Sociedad     |               | 3:1         | 2:2             | 2:1         | 2:0          | 2:2           | 1:2            | 3:0 | 4:1             | 2:1               | 2:1        | 1:0             | 1:1               | 1:0            | 2:0           | 1:0         | 1:0          | 3:1        |
| Real Madrid       | 1:0           |             | 2:0             | 2:1         | 3:0          | 4:2           | 1:0            | 3:2 | 7:1             | 1:2               | 3:1        | 1:1             | 3:0               | 2:0            | 3:0           | 4:0         | 2:0          | 4:0        |
| Atlético Madrid   | 2:0           | 3:1         |                 | 3:1         | 1:0          | 0:4           | 0:0            | 2:0 | 2:1             | 1:0               | 0:0        | 5:2             | 1:0               | 1:2            | 2:2           | 2:1         | 1:1          | 2:1        |
| FC Valencia       | 3:2           | 2:1         | 1:1             |             | 3:3          | 3:1           | 3:1            | 2:0 | 0:0             | 3:1               | 4:1        | 2:2             | 0:2               | 3:0            | 3:1           | 3:2         | 3:0          | 3:1        |
| FC Barcelona      | 2:0           | 2:1         | 4:2             | 0:3         |              | 1:3           | 3:1            | 3:1 | 0:1             | 3:1               | 6:0        | 2:1             | 6:0               | 0:0            | 1:0           | 1:0         | 3:0          | 6:0        |
| Betis Sevilla     | 1:0           | 1:1         | 0:1             | 1:1         | 1:1          |               | 2:0            | 2:0 | 2:0             | 1:2               | 1:1        | 2:2             | 2:0               | 2:0            | 4:1           | 1:0         | 5:0          | 2:0        |
| Sporting Gijón    | 2:2           | 4:0         | 3:0             | 0:0         | 2:1          | 2:0           |                | 3:0 | 1:1             | 0:1               | 5:1        | 4:1             | 3:1               | 1:1            | 2:1           | 2:0         | 4:0          | 5:2        |
| FC Sevilla        | 0:0           | 2:0         | 1:1             | 1:0         | 1:1          | 2:1           | 3:2            |     | 2:0             | 2:0               | 1:0        | 1:0             | 0:0               | 0:0            | 3:2           | 1:0         | 1:0          | 1:0        |
| Athletic Bilbao   | 0:2           | 1:1         | 3:1             | 4:0         | 4:1          | 2:0           | 1:1            | 3:0 |                 | 1:2               | 1:1        | 4:1             | 5:3               | 0:1            | 1:3           | 3:0         | 6:1          | 5:1        |
| Español Barcelona | 0:0           | 2:1         | 2:0             | 1:2         | 1:0          | 1:2           | 1:0            | 2:2 | 1:0             |                   | 0:0        | 0:0             | 2:1               | 1:1            | 3:1           | 2:1         | 2:1          | 1:0        |
| CA Osasuna        | 0:3           | 1:2         | 0:0             | 2:0         | 1:0          | 1:2           | 3:0            | 2:1 | 2:0             | 1:0               |            | 2:0             | 1:2               | 1:0            | 1:0           | 3:1         | 1:1          | 2:1        |
| Real Valladolid   | 0:0           | 1:3         | 0:2             | 2:0         | 1:1          | 2:1           | 1:2            | 2:3 | 0:0             | 3:1               | 2:1        |                 | 2:1               | 1:1            | 3:1           | 1:0         | 3:0          | 0:0        |
| Hércules Alicante | 2:0           | 1:2         | 1:2             | 1:1         | 0:1          | 0:1           | 1:1            | 5:1 | 1:2             | 2:0               | 0:0        | 1:1             |                   | 1:1            | 2:3           | 1:0         | 3:2          | 1:0        |
| Real Saragossa    | 0:1           | 0:0         | 0:1             | 1:1         | 1:2          | 2:0           | 0:0            | 2:0 | 2:3             | 2:1               | 3:1        | 1:1             | 1:1               |                | 2:3           | 1:6         | 2:0          | 1:0        |
| UD Las Palmas     | 0:3           | 1:0         | 1:1             | 1:4         | 1:4          | 2:4           | 3:1            | 1:2 | 1:3             | 2:0               | 2:0        | 0:2             | 1:1               | 3:0            |               | 1:2         | 1:1          | 3:0        |
| Real Murcia       | 0:2           | 1:1         | 0:2             | 0:2         | 1:2          | 2:0           | 2:1            | 0:0 | 5:4             | 1:1               | 1:0        | 0:0             | 2:2               | 0:1            | 1:2           |             | 1:1          | 2:1        |
| UD Salamanca      | 0:2           | 1:3         | 1:1             | 0:1         | 2:1          | 2:0           | 2:2            | 0:0 | 3:2             | 3:2               | 1:2        | 2:1             | 0:1               | 3:1            | 0:2           | 0:3         |              | 2:1        |
| AD Almería        | 3:2           | 1:2         | 2:1             | 1:0         | 2:5          | 0:2           | 1:1            | 0:0 | 1:1             | 2:0               | 1:1        | 1:1             | 0:3               | 3:1            | 0:1           | 0:0         | 3:2          |            |

## Nach der Saison
Internationale Wettbewerbe
- 1. – Real Sociedad – Europapokal der Landesmeister
- 2. – Real Madrid – UEFA-Pokal
- 3. – Atlético Madrid – UEFA-Pokal
- 4. – FC Valencia – UEFA-Pokal
- Gewinner der Copa del Rey – FC Barcelona – Europapokal der Pokalsieger

Absteiger in die Segunda División
- 16. – Real Murcia
- 17. – UD Salamanca
- 18. – AD Almería

Aufsteiger in die Primera División
- CD Castellón
- FC Cádiz
- Racing Santander

## Pichichi-Trophäe
Die Pichichi-Trophäe wird jährlich für den besten Torschützen der Spielzeit vergeben.
| Pl. | Nat.         | Spieler                 | Verein          | Tore |
| --- | ------------ | ----------------------- | --------------- | ---- |
| 1   | Spanien 1977 | Quini                   | FC Barcelona    | 20   |
| 2   | Spanien 1977 | Juanito                 | Real Madrid     | 19   |
| 3   | Spanien 1977 | Daniel Ruiz-Bazán       | Athletic Bilbao | 17   |
| 4   | Spanien 1977 | Pichi Alonso            | Real Saragossa  | 16   |
|     | Argentinien  | Enzo Ferrero            | Sporting Gijón  | 16   |
|     | Uruguay      | Fernando Morena         | FC Valencia     | 16   |
|     | Spanien 1977 | Jesús María Satrústegui | Real Sociedad   | 16   |

## Die Meistermannschaft von Real Sociedad
| 1.            | Real Sociedad |
| Real Sociedad | - Tor: Luis Arconada (34/-) - Abwehr: Genaro Celayeta (33/-); Alberto Górriz (32/-); José Diego Álvarez (31/3); Ignacio Cortabarría (30/5); Juan Antonio Larrañaga (9/-); Eliseo Murillo (9/-); Agustín Gajate (4/1) - Mittelfeld: José María Zamora (34/7); Perico Alonso (33/3); Julio Olaizola (33/-); José Mari Bakero (27/-); Gaztelu (1/-) - Sturm: Roberto López Ufarte (31/5); Pedro Uralde (29/7); Santiago Idígoras (29/3); Jesús María Satrústegui (28/16); Juan María Amiano (1/-) - Trainer: Alberto Ormaetxea |